# Rondo Zesłańców Syberyjskich w Warszawie

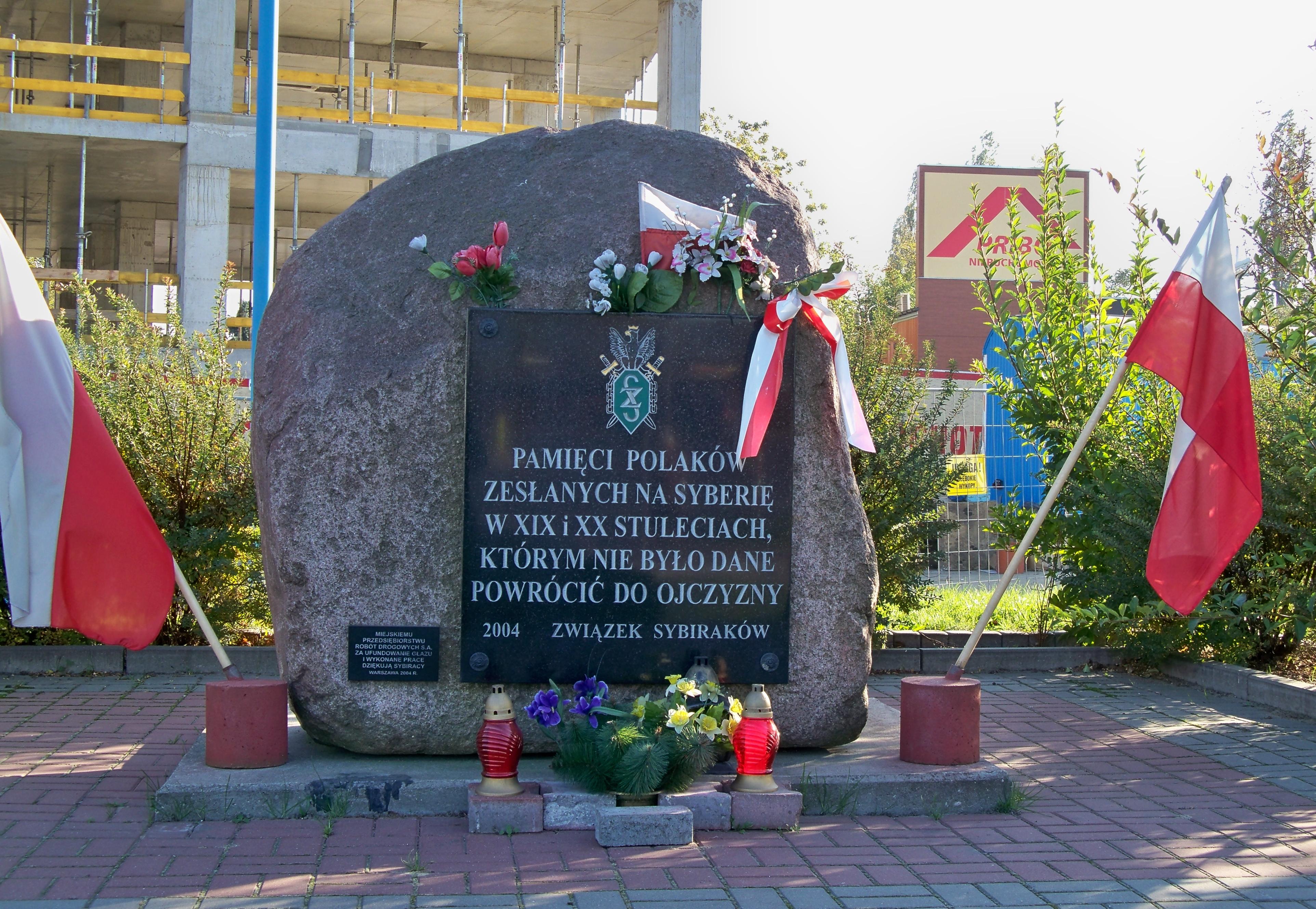
Kamień ku czci Polaków zesłanych na Syberię

Rondo Zesłańców Syberyjskich – skrzyżowanie w zachodniej części Warszawy, w dzielnicy Ochota.
Położone jest na styku ulic:
- od północy: al. Prymasa Tysiąclecia,
- od wschodu i zachodu: Aleje Jerozolimskie,
- od południowego wschodu: ul. Bitwy Warszawskiej 1920 roku.

## Opis
Skrzyżowanie pierwotnie wybudowano jako jednopoziomowe rondo, jednak ze względu na gwałtowny wzrost ruchu samochodowego, zostało ono przebudowane w 2003 roku. Po przebudowie rondo stało się trzypoziomowym węzłem drogowym:
- w ciągu Al. Jerozolimskich wybudowano wiadukt nad rondem.
- pod rondem wykonano tunel do bezkolizyjnego skrętu w lewo dla pojazdów nadjeżdżających od strony Pruszkowa (maksymalna wysokość pojazdów wynosi tylko 3 metry, więc nie mogą z niego korzystać pojazdy ciężarowe)[2]. Tunel ten kończy się już na al. Prymasa Tysiąclecia.
- na poziomie ronda zapewnione są wszystkie relacje na wprost i skrętne.

Pod częścią skrzyżowania znajdują się przejścia podziemne dla pieszych i rowerzystów (pod północną jezdnią Al. Jerozolimskich).
Obecnie, wbrew swojej nazwie, rondo Zesłańców Syberyjskich nie jest skrzyżowaniem o ruchu okrężnym (w rozumieniu prawa o ruchu drogowym), zwanym potocznie rondem.
Nazwa upamiętnia Polaków zesłanych na Syberię w XIX i XX wieku. 

## Ważniejsze obiekty
- Dworzec autobusowy Warszawa Zachodnia
- Dworzec kolejowy Warszawa Zachodnia
- Park Zachodni
- Relikty reduty nr 54 (tzw. reduta Ordona)